# 白銀重二
白銀 重二（しろかね ちょうじ、1895年（明治28年）5月18日 - 1989年（平成元年）11月20日）は、日本の陸軍軍人。最終階級は陸軍中将。

## 経歴
山口県出身。商業・塩村清蔵の息子として生まれ、白銀家の養子となる。広島陸軍地方幼年学校、中央幼年学校を経て、1916年（大正5年）5月、陸軍士官学校（28期）を卒業。同年12月、歩兵少尉に任官し近衛歩兵第3連隊付となる。1924年（大正13年）11月、陸軍大学校（36期）を優等で卒業した。
1925年（大正14年）8月、近衛歩兵第3連隊中隊長となり、陸軍歩兵学校教官を経て、1929年（昭和4年）9月から1931年（昭和6年）11月までアメリカに駐在。1930年（昭和5年）8月、歩兵少佐に昇進。1931年11月、歩兵第26連隊大隊長に就任し、歩兵学校教官、教育総監部課員を経て、1935年（昭和10年）8月、歩兵中佐に進級し関東軍参謀に着任。1937年（昭和12年）7月、混成第2旅団参謀に就任し、同年8月、兵科を航空兵科に転じ航空兵中佐となる。同年10月、第26師団参謀長に就任し日中戦争に出征。
1938年（昭和13年）3月、航空兵大佐に昇進。1939年（昭和14年）3月、下志津陸軍飛行学校教官となり、飛行第10戦隊長を経て陸大教官に異動。1941年（昭和16年）3月、陸軍少将に進級し太平洋戦争を迎えた。
1942年（昭和17年）2月、白城子教導飛行団長となり、第1航空軍司令部付、下志津飛行学校長、防衛総参謀副長、兼東部軍参謀副長を歴任。1944年（昭和19年）10月、陸軍中将に進んだ。1945年（昭和20年）2月、第7飛行師団長に親補され、フィリピン攻防戦に従事。同年7月、第9飛行師団長に転じ、スマトラ島のパレンバン油田地帯の防衛に当たり終戦を迎えた。1946年（昭和21年）7月に復員。
1947年（昭和22年）11月28日、公職追放仮指定を受けた。